# Carmen Wenzel
Carmen López Blumenkron de Wenzel, más conocida como Carmen Wenzel (Puebla, Pue., 1931), es una escultora y pintora poblana.
Empezó a estudiar pintura en 1969 con el pintor Martín Serrano y en 1971 trabajó con Robert Horne, “Baron of Konigsberg” del Royal College of Art en Londres, además de realizar esculturas con Leonardo Kaczor del Fullerton Stage College en California.
En 1972 expuso 25 pinturas y una escultura monumental en la Feria de Puebla, y en 1974 participó en el 8° Festival Internacional de Música en el Caribe, a bordo del Renaissancem, con quince esculturas caligráficas.
Una de sus obras cumbres, Encuentro cósmico (1977) está inspirada en la silueta de los volcanes Popocatépetl e Iztaccíhuatl y fue comisionada por la Universidad de las Américas de Puebla para realizar un símbolo que representara a la misma y celebrar su 37.º aniversario. La escultura, de 2 toneladas de acero anodizado y de 3 por 10 por 9 metros, fue inaugurada el 12 de octubre de ese año, durante un eclipse de Sol.

## Exposiciones
- 1972 en la Feria Nacional de Puebla expuso 25 pinturas y una escultura monumental
- 1973 en exposición individual en la Ciudad de México, óleos, acrílicos y escultura monumental “Giros“
- 1973 en Puebla, expuso “Escultura Religiosa“, en cobre laminado
- 1973 en el Centro de Arte Moderno de Guadalajara, 42 Esculturas caligráficas
- 1974 en el 8° Festival Internacional de Música en el Caribe expuso quince esculturas caligráficas
- 2015 en 75 años-75 artistas: selección conmemorativa. En ella expuso la fotografía de Encuentro cósmico.[5]

## Referencias

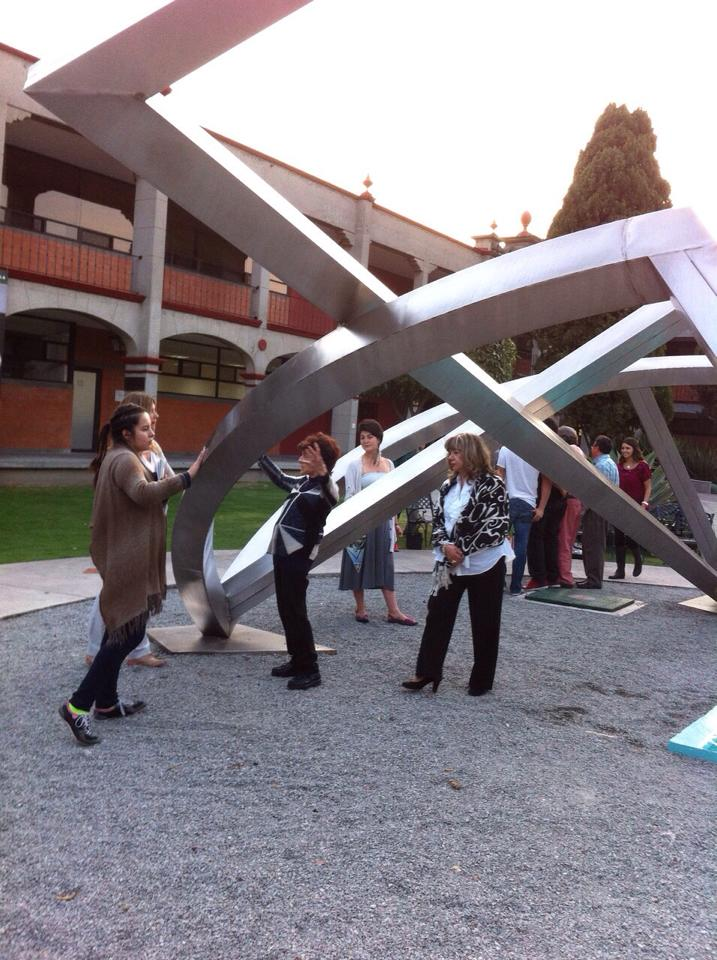
La artista Carmen Wenzel habla sobre su escultura monumental "Encuentro cósmico" en la Universidad de las Américas Puebla, en San Andrés Cholula, México.